# Vanmanenia
Vanmanenia és un gènere de peixos de la família dels balitòrids i de l'ordre dels cipriniformes.

## Taxonomia
- Vanmanenia caldwelli (Nichols, 1925)
- Vanmanenia caobangensis (Nguyen 2005)
- Vanmanenia crassicauda (Kottelat, 2000)
- Vanmanenia gymnetrus (Chen, 1980)
- Vanmanenia hainanensis (Chen & Zheng a Zheng & Chen, 1980)
- Vanmanenia homalocephala (Zhang & Zhao, 2000)
- Vanmanenia lineata (Fang, 1935)
- Vanmanenia multiloba (Mai, 1978)
- Vanmanenia pingchowensis (Fang, 1935)
- Vanmanenia serrilineata (Kottelat, 2000)
- Vanmanenia stenosoma (Boulenger, 1901)
- Vanmanenia striata (Chen, 1980)
- Vanmanenia tetraloba (Mai, 1978)
- Vanmanenia ventrosquamata (Mai, 1978)
- Vanmanenia xinyiensis (Zheng & Chen, 1980)[2][3][4][5][6][7]